# MacRobertson Air Race

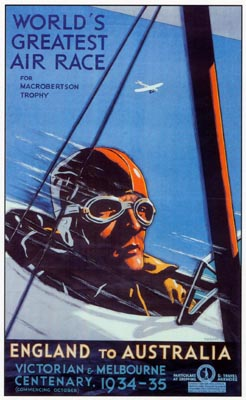
Affisch om MacRobertson Air Race.

MacRobertson Air Race var en flygtävling från London och Melbourne som hölls i oktober 1934 med en samlad prissumma på 15 000 pund. Längs vägen var Bagdad, Allahabad, Singapore, Darwin och Charleville obligatoriska stopp men flygplanen fick utöver det stanna var och när de ville och ytterligare 22 utspridda tankningsplatser förbereddes. Flygplanen fick vara hur stora och motorstarka som helst och ha hur stor besättning som helst men alla piloter var tvungna att vara ombord från start.
Starten gick i soluppgången den 20 oktober och av 60 ursprungligen anmälda flygplan startade 20 och 11 fullföljde. Pris gavs dels för snabbaste flygning, dels för det flygplan som fick bäst resultat i en handikapp-uträkning som skulle kompensera för olikheter mellan deltagarna. Det snabbaste flygplanet skulle ha vunnit även handikappklassen om det inte var för att detta uttryckligen uteslöts i reglerna.

## Officiell resultatlista
| Flygplanstyp                               | Registrering | Deltagarnummer | Besättning                                           | Ursprungsland  | Anmärkning                                                                   |
| ------------------------------------------ | ------------ | -------------- | ---------------------------------------------------- | -------------- | ---------------------------------------------------------------------------- |
| DH.88 Comet Grosvenor House                | G-ACSS       | 34             | C. W. A. Scott, Tom Campbell Black                   | Storbritannien | Tid 71 tim 0 min Vinnare på snabbast tid                                     |
| Douglas DC-2 Uiver                         | PH-AJU       | 44             | K.D. Parmentier, J.J. Moll, B. Prins, C. van Brugge  | Nederländerna  | Tid 90 tim 13 min Vinnare på handikap                                        |
| Boeing 247D Warner Bros. Comet             | NR257Y       | 5              | Roscoe Turner, Clyde Edward Pangborn, Reeder Nichols | USA            | Tid 92 tim 55 min                                                            |
| DH.88 Comet                                | G-ACSR       | 19             | O. Cathcart Jones, K.F. Waller                       | Storbritannien | Tid 108 tim 13 min                                                           |
| Miles M.2F Hawk Major                      | ZK-ADJ       | 2              | S/Ldr. M. McGregor, H.C. Walker                      | Nya Zeeland    | Tid 7 dygn 14 tim Snabbaste enmotoriga flygplan                              |
| Airspeed AS.5 Courier                      | G-ACJL       | 14             | S/Ldr. D. Stodart, Sgt. Pilot K. Stodart             | Storbritannien | Tid 9 dygn 18 tim                                                            |
| DH.80 Puss Moth My Hildergarde             | VH-UQO       | 16             | C.J. 'Jimmy' Melrose                                 | Australien     | Tid 10 dygn 16 tim Andra plats på handikap                                   |
| Desoutter Mk.II                            | OY-DOD       | 7              | Lt. M. Hansen, D. Jensen                             | Danmark        | Målgång 31 oktober                                                           |
| DH.89 Dragon Rapide Tainui                 | ZK-ACO       | 60             | J.D. Hewitt, C.E. Kay, F. Stewart                    | Nya Zeeland    | Målgång 3 november                                                           |
| Ej rankade                                 |              |                |                                                      |                |                                                                              |
| Miles M.3 Falcon                           | G-ACTM       | 31             | H.L. Brook, Miss E. Lay (passagerare)                | Storbritannien | Målgång 20 november                                                          |
| Fairey IIIF                                | G-AABY       | 15             | F/O C.G. Davies, Lt.Cdr. C.N. Hill                   | Storbritannien | Målgång 24 november                                                          |
| Fairey Fox I                               | G-ACXO       | 35             | Ray Parer, G. Hemsworth                              | Australien     | Avbröt tävlingen i Paris. Nådde Melbourne 13 februari 1935                   |
| Lambert Monocoupe 145 Baby Ruth            | NC501W       | 33             | J.H. Wright, J. Polando Warner                       | USA            | Avbröt tävlingen i Calcutta                                                  |
| DH.88 Comet Black Magic                    | G-ACSP       | 63             | Jim Mollison, Amy Johnson                            | Storbritannien | Flög vilse efter Karachi och landade i Jubulpur, avbröt tävlingen            |
| Pander S4 Postjager                        | PH-OST       | 6              | G.J. Geysendorffer, D.L. Asjes, P. Pronk             | Nederländerna  | Flygplanet förstört i kollision på marken i Allahabad.                       |
| B.A. Eagle The Spirit of Wm. Shaw & Co Ltd | G-ACVU       | 47             | F/Lt. G. Shaw                                        | Storbritannien | Avbröt tävlingen i Bushire                                                   |
| Lockheed Vega Puck                         | G-ABGK       | 36             | J. Woods, D.C. Bennett                               | Australien     | Havererade vid landning i Aleppo.                                            |
| Airspeed AS.8 Viceroy                      | G-ACMU       | 58             | T. Neville Stack, S.L. Turner                        | Storbritannien | Avbröt tävlingen i Aten                                                      |
| Granville Gee Bee R-6H Q.E.D.              | NX14307      | 46             | Jacqueline Cochran, W. Smith Pratt                   | USA            | Avbröt tävlingen i Bukarest                                                  |
| Fairey Fox I                               | G-ACXX       | 62             | H.D. Gilman, J.K. Baines                             | Storbritannien | Havererade vid Palazzo San Gervasio i Italien; båda besättningsmännen omkom. |